# Gunningen
Gunningen è un comune tedesco di 773 abitanti,, situato nel land del Baden-Württemberg.